# 長尾景為
長尾 景為（ながお かげため）は、鎌倉時代末期から南北朝時代にかけての武士。長尾氏6代当主。

## 生涯
5代当主・長尾景能の嫡男といわれる。曾祖父の景茂の代に三浦氏滅亡と共に衰退した長尾氏であったが、景忠（景為の祖父）は生き残り、景基（景能の兄）のときに婚姻関係を元に上杉家を頼っていた。
鎌倉幕府滅亡時から南北朝初頭に当主だったと見られる景為は後継の景忠を伴い、上杉氏の被官として北陸・関東を転戦した。信濃国では仁科氏を攻め、これを味方にしたという。このような活躍もあって、長尾氏は次第に上杉家の筆頭家臣としての地盤を固めていった。
同時代には基景（景基の嫡男）とその甥の藤景・藤明兄弟もいたが、どちらが長尾氏の筆頭であったかは判然としない。